# 戸部政直
戸部 政直（とべ まさなお）は、戦国時代の武将。通称の戸部新左衛門（とべ しんざえもん）の名で知られる。尾張国戸部城主。

## 略歴
初め織田氏に従っていたが、今川氏とも関係を持ち、『甲陽軍鑑』によると、安城合戦で織田信広が今川方に降伏した際、今川義元に信広助命の仲介をしたという。織田信秀の死後は今川義元に寝返ったとされ、義元の妹婿になったともいう。その後、織田方の寺部城主・山口重俊に攻められるが撃退し敗死させた。
『甫庵太閤記』等によると、政直の寝返りに怒った織田信長が、右筆に政直の筆跡を真似て練習させ、信長に内通する書簡を偽造。それを商人に化けさせた森可成に駿府城下へ持ち込ませた。書簡を見て裏切りを信じた義元の命により、政直は三河国吉田で処刑されたという。その時期は、史料により弘治3年（1557年）と永禄2年（1558年）の二説がある。しかし、この話は信頼性が高いとされる『信長公記』には載っていない。同じように織田方から今川方へ寝返り、義元に処刑された山口教継・教吉親子の話があることから、教継と政直は同一人物ではないかとみる説もある。
名古屋市南区戸部町の戸部城址には、戸部新左衛門政直の墓と霊碑があった。現在は富部神社に移されている。なお、跡地は幼稚園の駐車場となっており、原型をとどめていない。服部英雄によると、霊碑の方は明治7年（1874年）に政直の子孫を称する戸部新吾によって建立されたが、『張州府志』には戸部新左衛門は全く登場せず検討が必要だとしている。
なお、政直は自分の前を横切る者は誰でも切り捨てたが、跳んで逃げる蛙は切ることができなかったという言い伝えがあり、これに因んで戸部の蛙という郷土玩具が作られるようになったという。